# Karol Szajnocha
Karol Szajnocha, né le 20 novembre 1818 à Komarno et mort le 10 janvier 1868 à Lwów, est un historien, militant indépendantiste et poète polonais.

## Biographie
Fils de Wacław Scheinoh et Maria née Łozinska, Karol Szajnocha naît le 20 novembre 1818 à Komarno. En 1835, il entame des étudies de la philosophie à l'Université de Lwów mais au début de l'année suivante, il est emprisonné pour avoir distribué des tracts patriotiques le jour de l'anniversaire de l'insurrection polonaise de 1830. Accusé de troubles à l'ordre public et d'avoir écrit des poèmes au contenu anti-gouvernemental, Szajnocha est mis en prison pour plus d'un an et demi, avec ses bras et ses jambes enchaînés pour toute la durée de la peine et dans l'obscurité totale. L'air vicié, l'humidité constante et l'obscurité ont un effet néfaste sur son jeune corps mais ce séjour en prison ne fait que renforcer les convictions du futur chantre de la Pologne médiévale.
À sa sortie de la prison, il lui est impossible de poursuivre ses études interrompues et il lui est également interdit de vivre à Lwów. Il déménage alors à Żydaczów, dans la propriété de sa mère, où il l'aide à gérer le domaine. Il gagne sa vie comme enseignant dans les maisons privées des comtes Włodzimierz Dzieduszycki et Józef Jakubowicz. Il est également correcteur d'épreuves dans les rédactions de divers journaux. Dans le même temps, il s'instruit et entame des recherches sur l'histoire de la Pologne. Szajnocha appartient aux cercles littéraires qui se réunissent régulièrement dans les maisons du maréchal Tadeusz Wasilewski, et du poète, chercheur en géographie polonaise, Wincenty Pol.
Szajnocha publie ses premiers œuvres littéraires en 1839. En 1847, il publie son premier travail scientifique Une vue sur l'histoire générale de la Pologne qui paraît dans la Bibliothèque de l'Institut Ossoliński. Il écrit des poèmes, des romans et des drames et il traduit des chants serbes. En 1853, il devient le conservateur adjoint à l'Institut Ossoliński où il travaille pendant six ans.
Son chef-d'œuvre est Jadwiga et Jagiełło, publié pour la première fois en trois volumes dans les années 1855-1856 (la deuxième édition, en quatre volumes, que l'auteur juge la seule correcte, est publiée avec son introduction en 1861). Ce livre a un impact énorme sur ses contemporains : Henryk Sienkiewicz, Jan Matejko, Józef Ignacy Kraszewski et Wincenty Pol. Il façonne désormais l'image des deux monarques et le jugement sur l'histoire de la Pologne au Moyen Age. A l'époque de Karol Szajnocha, l'histoire n'est pas encore pratiquée selon le modèle de l'historicisme scientifique qui est alors en train de naître en Allemagne. Szajnocha, en tant qu'historien, appartient au groupe d'auteurs considérés comme romantiques, car leur travail est une création historique romantique.
Ses autres travaux d'histoire sont : Bolesław Chrobry (1848), la Première Renaissance de la Pologne (1849), Origine de la Pologne (1858), Esquisses historiques (1854-1869, 4 vol.), Deux années de notre histoire, 1646-1648, tableau des guerres contre les Cosaques (1865-1869, 2 vol.). Ses drames Zonia, Gentilhomme et Jeune Fille, la Fille du voïvode de Sandomir et ses poésies possèdent une belle envergure. Dans ses livres, écrits dans un style poétique, plein de feu et très mouvementé, Szajnocha dresse les tableaux des époques historiques .
Pendant de nombreuses années, Szajnocha lutte contre une maladie oculaire. Malgré les problèmes de détérioration de sa vue et d'autres maladies qui l'affligent, il continue ses travaux littéraires et scientifiques. Au cours des dernières années avant sa mort, en raison de l'intensification des rhumatismes, il ne peut plus écrire du tout seul. Sa femme, Joanna née Bilińska, qu'il épouse en 1855, lui lit des documents et des études, et écrit ses textes sous sa dictée. Dans ces moments difficiles, le comte Włodzimierz Dzieduszycki et le comte Alfred Potocki de Łańcut lui apportent une aide matérielle qui bénéficiera aussi à sa veuve après sa mort.
Karol Szajnocha meurt le 10 janvier 1868 à Lwów.Ses funérailles sont une grande et mémorable manifestation nationale et patriotique. Le cortège réunit les plus hautes autorités de Galice, l'aristocratie, le monde de la science, de la culture et de l'art, ainsi que des représentants de toutes les classes sociales. Il est enterré au cimetière de Lytchakiv.